# Baker (Nevada)
Baker ist ein census-designated place im südöstlichen Teil des White Pine County in Nevada, USA. Es liegt 8 km östlich des Haupteingangs des Great Basin National Park, an der Kreuzung der State Route 487 und 488. Die Ortschaft wurde nach George W. Baker, einem frühen Siedler, benannt. Zur Zeit des Zensus 2020 lebten 41 Menschen in Baker.

## Infrastruktur

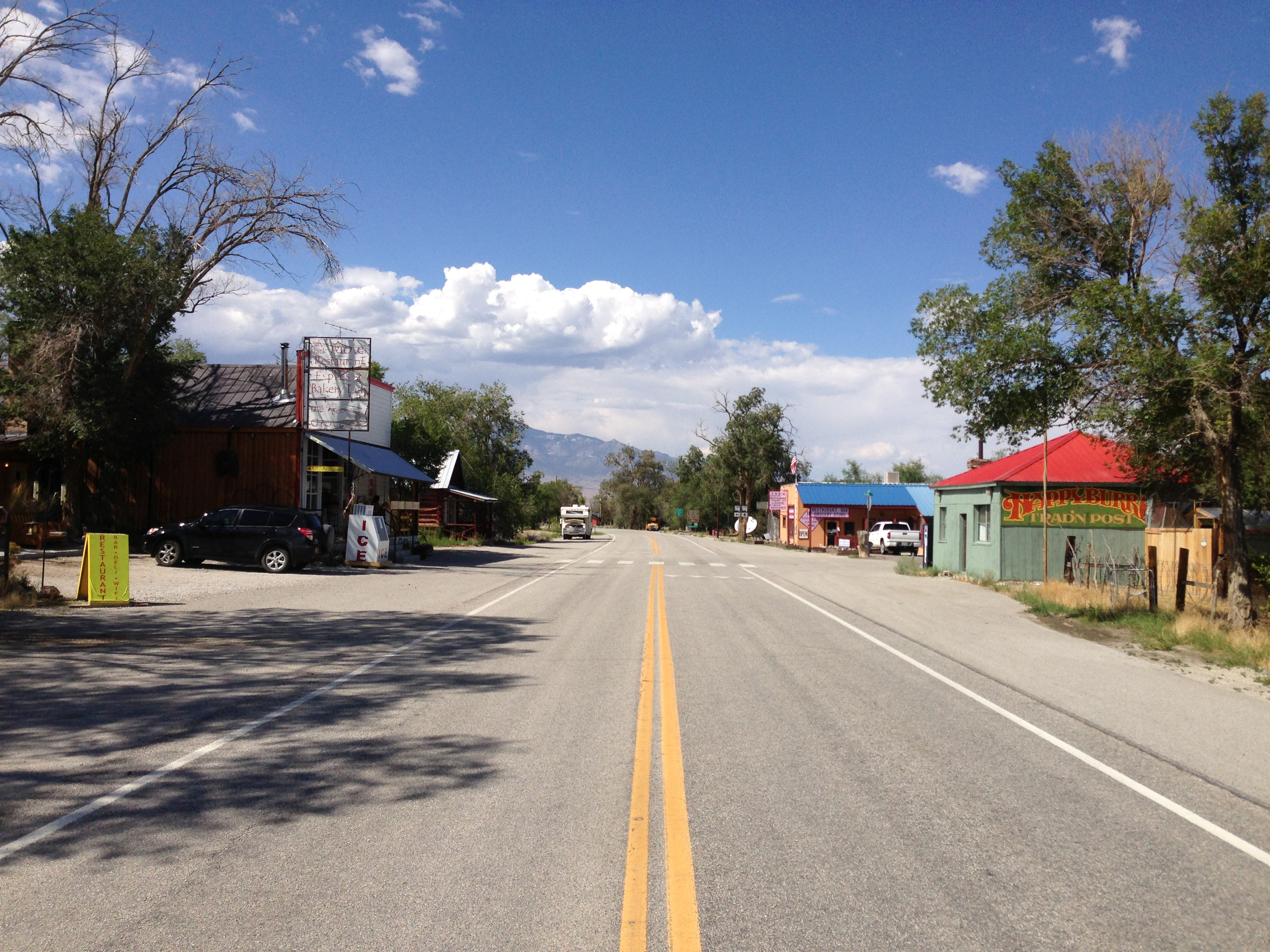
Die Hauptstraße (State Route 487) in Baker, August 2014

Baker verfügt über eine öffentliche Elementary School im White Pine County School District und eine Kirche in Form einer Community Church.
Die School of the Natural Order, die eine philosophische, östlich-religiöse Ausrichtung lehrt, hat ihr Haupthaus in Baker.
Mit dem „Stargazer Inn“ im Zentrum, dem „End of the Trail…er“ am Rande der Ortschaft sowie dem „Border Inn“ im Osten der Ortschaft direkt an der Grenze zu Utah verfügt Baker über verschiedenste Unterkünfte.

## Persönlichkeiten
Calvin Quate, einer der Erfinder des Rasterkraftmikroskops und Professor für Elektrotechnik an der Stanford University, wurde in Baker geboren und wuchs dort die ersten zehn Jahre seines Lebens auf.

## Trivia
Im Januar 1997 war die Ortschaft Thema in der Late Show with David Letterman, die ihr einen Beitrag widmete, in dem der Komiker Biff Henderson das Gebiet besuchte. Dabei beschrieb er die Bewohner Bakers als freundlich und die Stimmung als ruhig und friedlich.